# KDStV Germania Leipzig
Die KDStV Germania Leipzig ist eine Leipziger Studentenverbindung. Sie ist farbentragend, nichtschlagend und gehört dem Cartellverband der katholischen deutschen Studentenverbindungen (CV) an. Mitglieder tragen die Farben hellblau-weiß-hellblau. Der Wahlspruch lautet Freiheit – Recht – Treue.

## Geschichte
Die KDStV Germania Leipzig wurde als Studentenverbindung der DDR am 8. Februar 1986 in Wermsdorf als „Germania orientalis“ gegründet. Die Ursprünge liegen in der Katholischen Studentengemeinde (KSG) von Leipzig. Dort wurde sie von Studenten gegründet, die Spaß an couleurstudentischen Traditionen hatten. Da sie wenig Informationen über das Verbindungswesen hatten, nannten sie sich „Germania orientalis“. Später wurde der Zusatz „orientalis“ auf Grund der Wiedervereinigung gestrichen. Als Zeichen der Gründung in der DDR, ist Germania Leipzig Mitglied in der Rudelsburger Allianz.
Das Verbindungsleben geschah zunächst heimlich, denn bei Bekanntwerden der Mitgliedschaft, drohte die Relegation. Die Gründung einer katholischen Verbindung vertrug sich nicht mit der sozialistischen DDR. Nach der Wende trat die Verbindung 1994 dem Cartellverband der katholischen deutschen Studentenverbindungen bei.
Nach der Wende waren es vor allem Mitglieder westdeutscher CV-Bünde, die den Aktivenbetrieb am Laufen hielten. So finden sich heute in der Altherrenschaft der Germania zahlreiche Philister mit Zweitband.

## Wappen
- Der vierfeldrige Wappenteller teilt sich ein in:
  - links oben: Kornähren als Symbol der Fruchtbarkeit des Bundes, zusammengehalten mit dem Band in den Farben des Vaterlandes.
  - rechts oben: das Kreuz als Grundlage des katholischen Bekenntnisses; in ihm das Gründungsdatum.
  - rechts unten: zwei sich reichende Hände als Zeichen des Lebensbundes; die feste zinnenbewehrte Mauer ist Symbol der Unerschütterlichkeit der Verbindung
  - links unten: das Stadtwappen der Alma mater Lipsiensis
  - im Zentrum: Zirkel auf den Verbindungsfarben
- Der Nerzmantel mit Purpurüberwurf: Symbol der bordeauxroten Germanenmützen.
- Die gekreuzten Schläger unter dem Wappenteller: Symbol des aktiven Farbentragens und dessen Wehrhaftigkeit.
- Der Federbusch des Visierhelms entspricht den Verbindungsfarben.

## Bierkordeln

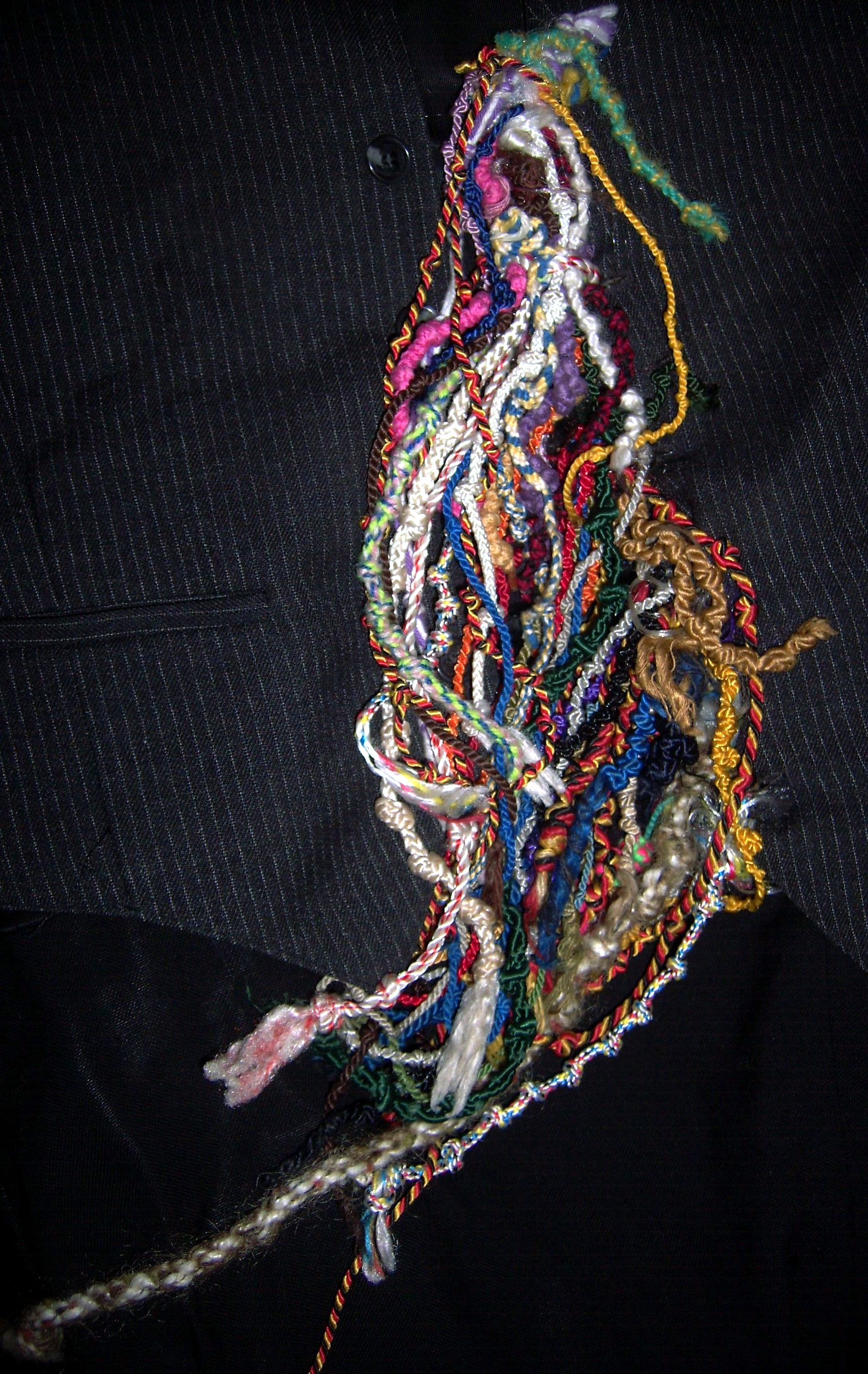
Bierkordeln

Da es bei den mitteldeutschen Verbindungsstudenten zu DDR-Zeiten nicht möglich war, Bier-, Wein- oder Sektzipfel als Couleur, wie dies im Westen üblich war, um Freundschaften auch äußerlich zu dokumentieren, käuflich zu erwerben, behalf man sich mit den sogenannten Bierkordeln. Bei diesen handelte und handelt es sich auch heute noch um ca. 15 cm lange farbige Kordelstücke, die vor einer Kneipe ausgegeben wurden bzw. werden, sodass diese Verwendung fanden bzw. finden, um Genauigkeit und Disziplin unter den Teilnehmern herzustellen, was zu einer festen Tradition und zum Alleinstellungsmerkmal ostdeutscher Verbindungen geworden ist.
Jede Kneipveranstaltung wird durch eine besondere Farbe gekennzeichnet. Auf einem Kneipabend in den mitteldeutschen Bundesländern können bis zu zehn Salamander gerieben werden. Jeder Salamander wird mit einem Knoten in der am Abend „aktuellen“ Kordel dokumentiert, Kontrollen über die vorschriftsgemäßige Anzahl der Knoten durch das Präsidium können bei Unregelmäßigkeiten dazu führen, dass der säumige „Knotenersteller“ den Missstand nach Austrinken eines Bierglases beseitigen soll.